# Escut de Massalcoreig

Escut oficial de Massalcoreig

L'escut oficial de Massalcoreig té el següent blasonament:
Escut caironat: de gules, una maça d'or en pal empunyada per una mà d'or en faixa. Per timbre una corona mural de poble.

## Història
Va ser aprovat l'11 d'agost de 1997.
La mà que sosté una maça és un senyal parlant referent al nom del poble.